# Jacques Bille
Pour les articles homonymes, voir Bille.
Jacques Bille, né à Paris le 13 février 1880 et mort à Boulogne-Billancourt le 8 juin 1942, est un peintre français.

## Biographie
Bille est connu pour ses représentations de fleurs et ses pastels. Officier d'Académie, membre du jury de la section des beaux-arts de la Société nationale d'horticulture, sociétaire de la Nationale des beaux-arts, il y obtient en 1922 une mention honorable. 
Il expose en 1924 à la Société royale de Belgique puis en 1926 à la Royal Academy ainsi qu'à Paris (Galerie Georges Petit, 1929), Lyon, Saint-Dié, Le Havre, Roubaix, Lille ou encore, parmi d'autres villes, Liège. 
Ses œuvres sont conservées au Musée des arts décoratifs ainsi qu'au Musée de Toulouse. 